# Windows Aero
Windows Aero (uma sigla para Authentic, Energetic, Reflective, and Open) é uma interface introduzida no sistema operacional Windows Vista. As alterações feitas na interface Aero afetaram muitos elementos da interface Windows, incluindo a incorporação de um novo visual, com alterações nas diretrizes da interface que refletem a aparência, layout, o fraseado e o tom das instruções e outros textos em aplicativos.
O Windows Aero esteve em vigor durante o desenvolvimento do Windows Vista e do Windows 7. Em 2012, com o desenvolvimento do Windows 8 e Windows Server 2012, a Microsoft avançou para uma interface com o codinome de "Metro". É também um tema oculto no Windows 8.1, 10 e 11, embora sem o efeito de vidro.

## História
O Windows Aero incorporou as seguintes características no Windows Vista:
- Aero Glass theme: O principal componente do Aero, é o sucessor do "Luna" do Windows XP e altera o aspecto e a sensação dos elementos gráficos de controlo, incluindo, mas não limitado a botões, caixas de verificação, botões de rádio, menus, barras de progresso e ícones predefinidos do Windows. Até as caixas de mensagens são alteradas.[2]
- Melhorias no Windows Flip: Windows Flip (Alt+Tab) no Windows Vista mostra agora uma pré-visualização ao vivo de cada janela aberta em vez dos ícones do aplicativo.[3]
- Windows Flip 3D: Windows Flip 3D (tecla Windows+Tab) apresenta imagens ao vivo de janelas abertas, permitindo alternar entre elas enquanto as apresenta numa vista tridimensional.[4]
- Miniaturas ao vivo da barra de tarefas - Ao pairar sobre o botão da barra de tarefas de uma janela, aparece uma pré-visualização dessa janela na barra de tarefas.
- Desktop Window Manager (DWM). Devido ao impacto significativo das novas alterações no hardware e no desempenho, o Desktop Window Manager foi introduzido para alcançar a aceleração do hardware, transferindo o dever de renderização de IU do CPU para o subsistema gráfico. O DWM no Windows Vista exigia hardware compatível.
- Diálogos de Tarefas:. Caixas de diálogo destinadas a ajudar a comunicar com o utilizador e a receber uma simples introdução do utilizador. As caixas de diálogo de tarefas são mais complexas do que as tradicionais caixas de mensagens que apenas contêm uma mensagem e um conjunto de botões de comando. As Diálogos de Tarefas podem ter seções expansíveis, hiperligações, caixas de verificação, barras de progresso e elementos gráficos.[5]

### Windows 7
O Windows Aero foi revisto no Windows 7, com muitas alterações de IU, tais como uma interface mais amigável ao toque, e muitos novos efeitos visuais e características, incluindo gestos de dispositivos apontadores:
- Melhorias na interface de gestos: O Windows Aero foi revisto para ser mais amigável ao toque. Por exemplo, foram acrescentados gestos tácteis e suporte para DPI elevado em displays.[6]
- As barras de título das janelas maximizadas permanecem transparentes em vez de se tornarem opacas.
- O contorno das janelas não maximizadas é completamente branco, em vez de ter um contorno de ciano no lado direito e no fundo.
- Os indicadores de progresso estão presentes nos botões da barra de tarefas. Por exemplo, descarregar um programa através do Internet Explorer faz com que o botão se encha de cor à medida que a operação avança.[7]

### Inclusão secreta no Windows 8, 8.1, 10, 11
Windows 8 e Windows Server 2012 adoptaram a interface Metro, que não herdou todos os elementos do Aero. O tema Aero Glass foi substituído por um tema mais plano e de cor sólida. Os efeitos de transparência foram removidos da interface, para além da barra de tarefas, que mantém a transparência, mas já não tem um efeito de borrão.
As versões de pré-lançamento do Windows 8 utilizaram uma versão atualizada do Aero Glass com um aspecto mais plano e quadrado, mas o tema Glass foi finalmente removido para a versão final.

## Recursos
Pela primeira vez desde o lançamento do Windows 95, a Microsoft reviu completamente a sua de interface de usuário, abrangendo a estética, controles comuns tais como botões e botões de rádio, diálogos de tarefas, assistentes, diálogos comuns, painéis de controle, ícones, fontes, notificações, e o "tom" do texto utilizado.

### Tema Aero Glass
A utilização de DWM, e por extensão do tema Aero Glass, requer uma placa de vídeo com 128 MB de memória gráfica (ou pelo menos 64 MB de RAM de vídeo e 1 GB de RAM do sistema para gráficos a bordo) suportando o pixel shader 2.0, e com controladores compatíveis com WDDM. O Aero Glass também não está disponível no Windows 7 Starter, apenas disponível de forma limitada no Windows Vista Home Basic, e é automaticamente desativado se for detectado que um usuário está executando uma cópia pirata do Windows.
O Windows Server 2008 e o Windows Server 2008 R2 também suportam Aero Glass como parte do componente "Desktop Experience", que está desativado por padrão.

### Notificações
As notificações permitem que um aplicativo ou componente do sistema operacional com um ícone na área de notificação crie uma janela pop-up com alguma informação sobre um evento ou problema. Estas janelas, introduzidas pela primeira vez no Windows 2000 e conhecidas coloquialmente como "balões", são semelhantes em aparência aos balões de fala, normalmente vistos em gibis. Os balões foram frequentemente criticados em versões anteriores do Windows devido à sua intrusividade, especialmente no que diz respeito à forma como interagiam com aplicativos em tela inteira, tais como jogos (toda o aplicativo foi minimizado quando a janela surgiu). As notificações no Aero pretendem ser menos intrusivas, desaparecendo gradualmente, e não aparecendo de todo se uma aplicação em tela inteira ou protetor de tela estiver a ser exibido - nestes casos, as notificações são colocadas em fila de espera até um momento apropriado.

### Ícones
Os ícones padrões do Aero foram desenhados por The Iconfactory, que tinha previamente desenhado ícones do Windows XP.

### Tom
O Guia de Experiência para Usuários do Vista também aborda a questão do "tom" na redação do texto usado na interface de usuário Aero. As interfaces anteriores da Microsoft não fizeram muito para abordar a questão de como o texto da interface de usuário é redigido e, como tal, as informações e solicitações apresentadas ao usuário não eram consistentes entre as partes do sistema operacional.
As guidelines do Vista e seus aplicativos sugerem mensagens que apresentam conselhos tecnicamente precisos de forma concisa, objetiva e positiva, e assumem um usuário inteligente motivado a resolver um problema em particular. Os conselhos específicos incluem o uso da segunda pessoa e da voz ativa (por exemplo, "Imprima as fotos em sua câmera") e evitar palavras como "por favor", "desculpe" e "obrigado".